# Гаммел (Вісконсин)
Гаммел (англ. Hammel) — місто (англ. town) в США, в окрузі Тейлор штату Вісконсин. Населення — 703 особи (2020).

## Демографія
Згідно з переписом 2010 року, у місті мешкало 713 осіб у 304 домогосподарствах у складі 219 родин. Було 432 помешкання
Расовий склад населення:
| - 98,7 % — білих - 0,4 % — азіатів - 0,3 % — корінних американців |

До двох чи більше рас належало 0,6 %. Частка іспаномовних становила 0,4 % від усіх жителів.
За віковим діапазоном населення розподілялося таким чином: 20,2 % — особи молодші 18 років, 64,9 % — особи у віці 18—64 років, 14,9 % — особи у віці 65 років та старші. Медіана віку мешканця становила 46,2 року. На 100 осіб жіночої статі у місті припадало 100,3 чоловіків;  на 100 жінок у віці від 18 років та старших — 114,7 чоловіків також старших 18 років.
Середній дохід на одне домашнє господарство  становив 64 828 доларів США (медіана — 56 161), а середній дохід на одну сім'ю — 74 667 доларів (медіана — 61 250). Медіана доходів становила 39 250 доларів для чоловіків та 33 594 долари для жінок. За межею бідності перебувало 5,1 % осіб, у тому числі 0,0 % дітей у віці до 18 років та 13,2 % осіб у віці 65 років та старших.
Цивільне працевлаштоване населення становило 397 осіб. Основні галузі зайнятості: виробництво — 30,7 %, освіта, охорона здоров'я та соціальна допомога — 18,6 %, роздрібна торгівля — 10,1 %, транспорт — 7,8 %.